# Championnats d'Australie de cyclisme sur piste

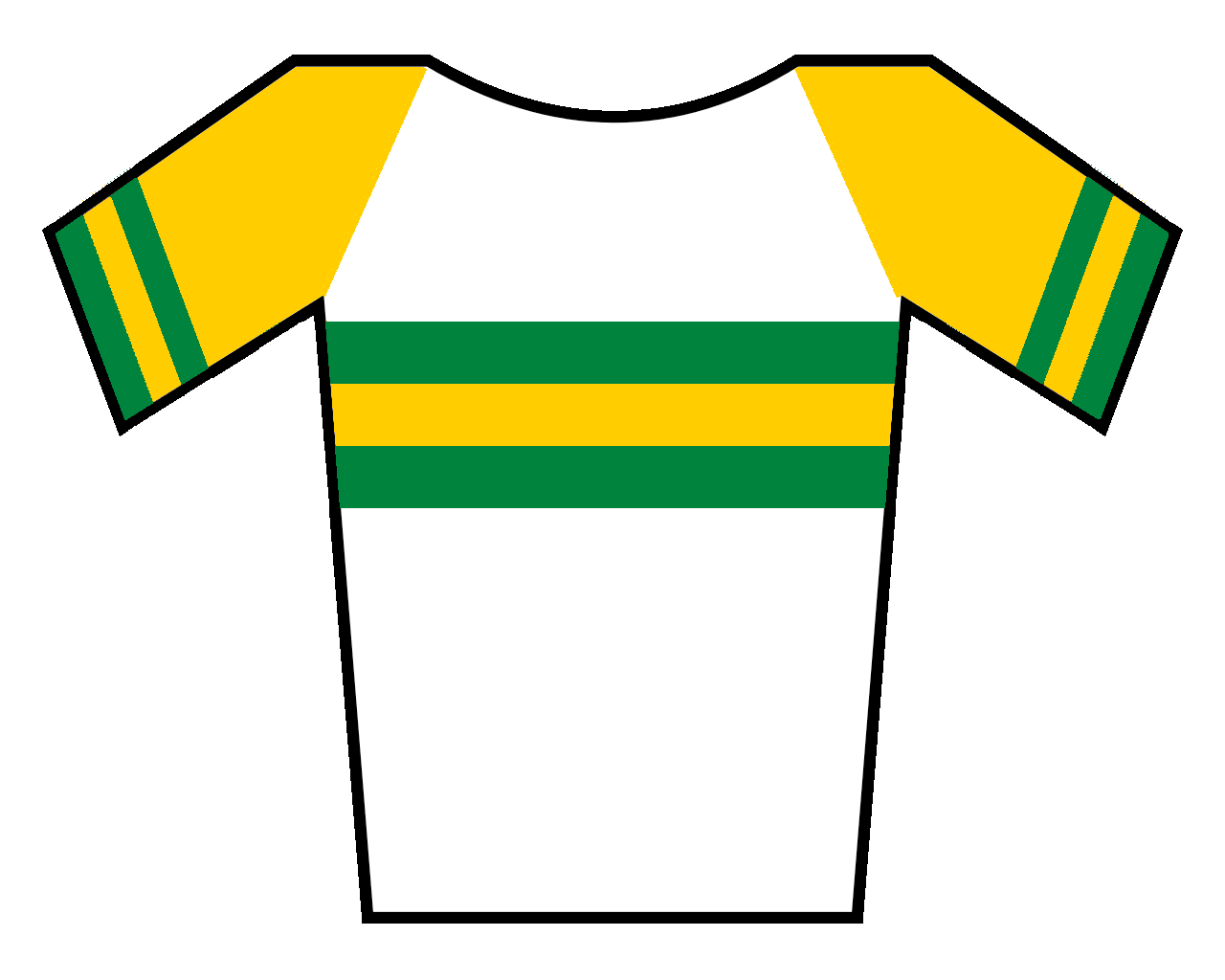
Maillot Australia

Les championnats d'Australie de cyclisme sur piste (Australian Track Championship en anglais) sont organisés chaque année par Cycling Australia.

## Palmarès masculin

### Américaine
| Année       | Vainqueur                        | Deuxième                       | Troisième                      |
| ----------- | -------------------------------- | ------------------------------ | ------------------------------ |
| 1986        | Eddy Salas Mark Fulcher          |                                |                                |
| 1987        | Brett Dutton Clayton Stevenson   |                                |                                |
| 1988        | Robert Burns Michael Aisbett     |                                |                                |
| 1989        | Robert Burns Peter Attard        |                                |                                |
| 1990        | Danny Clark Robert Burns         |                                |                                |
| 1991        | Brett Dutton Gary Sutton         |                                |                                |
| 1992        | Urs Freuler Tony Hughes          |                                |                                |
| 1993        | Danny Clark Matthew Gilmore      |                                |                                |
| 1994        | Brett Aitken Stuart O'Grady      |                                |                                |
| 1995        | Stephen Pate Scott McGrory       |                                |                                |
| 1996        | Brett Aitken Dean Woods          |                                |                                |
| 1997        | Stephen Pate Brett Aitken        |                                |                                |
| 1998        | Stephen Pate Matthew Allan       |                                |                                |
| 2000        | Baden Cooke Stephen Pate         |                                |                                |
| 2001        | Mark Renshaw Stephen Wooldridge  |                                |                                |
| 2002        | Rodney McGee Ben Brooks          |                                |                                |
| 2003        | Mark Renshaw Graeme Brown        |                                |                                |
| 2004        | Bradley Norton Sean Finning      |                                |                                |
| 2005        | Christopher Sutton Chris Pascoe  |                                |                                |
| 2006        | Simon Clarke Miles Olman         |                                |                                |
| 2007        | Jack Bobridge Glenn O'Shea       | Mitchell Docker Cameron Meyer  | Leigh Howard Travis Meyer      |
| 2008        | Leigh Howard Glenn O'Shea        | Cameron Meyer Travis Meyer     | Mitchell Docker Miles Olman    |
| 2009        | Sean Finning James Langedyk      |                                |                                |
| 2010        | Glenn O'Shea Cameron Meyer       |                                |                                |
| 2011        | Jack Bobridge Cameron Meyer      |                                |                                |
| 2012        | Cameron Meyer Leigh Howard       |                                |                                |
| 2013        | George Tansley Miles Scotson     |                                |                                |
| 2014        | Alexander Edmondson Luke Davison |                                |                                |
| 2015        | Nicholas Yallouris Jackson Law   | Glenn O'Shea Jack Bobridge     | Achim Burkart Andreas Graf     |
| 2017        | Sam Welsford Cameron Meyer       | Kelland O'Brien Callum Scotson | Rohan Wight Alexander Porter   |
| 2018        | Kelland O'Brien Leigh Howard     | Cameron Scott Sam Welsford     | James Moriarty Blake Quick     |
| 2019        | Kelland O'Brien Sam Welsford     | Godfrey Slattery Lucas Plapp   | Leigh Howard Cameron Scott     |
| 2021        | Leigh Howard Sam Welsford        | Cameron Meyer Kelland O'Brien  | Lucas Plapp Jensen Plowright   |
| 2022 (mars) | Conor Leahy Josh Duffy           | Henrie Dietze Blake Agnoletto  | Kurt Eather Drevraj Grewal     |
| 2022 (déc.) | Graeme Frislie Kelland O'Brien   | Blake Agnoletto Oliver Bleddyn | Josh Duffy Kurt Eather         |
| 2024        | Oliver Bleddyn Zac Marriage      | Conor Leahy Declan Trezise     | Blake Agnoletto James Moriarty |

### Course aux points
| Année | Vainqueur              | Deuxième         | Troisième              |
| ----- | ---------------------- | ---------------- | ---------------------- |
| 1999  | Graeme Brown           |                  |                        |
| 2000  | Scott Suckling         |                  |                        |
| 2001  | Mark Renshaw           |                  |                        |
| 2002  | Mark Renshaw           |                  |                        |
| 2003  | Darren Young           |                  |                        |
| 2004  | Christopher Sutton     |                  |                        |
| 2005  | Sean Finning           |                  |                        |
| 2006  | Miles Olman            | Richard England  | Sean Finning           |
| 2007  | Jackson-Leigh Rathbone | Cameron Meyer    | Zakkari Dempster       |
| 2008  | Sean Finning           | Mark Jamieson    | Glenn O'Shea           |
| 2009  | Glenn O'Shea           | Jack Bobridge    | Michael Freiberg       |
| 2010  | Jack Bobridge          | Luke Durbridge   | Mitchell Mulhern       |
| 2011  | Luke Durbridge         | Glenn O'Shea     | Michael Hepburn        |
| 2012  | Jack Bobridge          | Jackson Law      | Jackson-Leigh Rathbone |
| 2013  | Alexander Edmondson    | Peter Loft       | Caleb Ewan             |
| 2014  | Glenn O'Shea           |                  |                        |
| 2015  | Glenn O'Shea           | Sam Welsford     | Stephen Hall           |
| 2016  | Alexander Edmondson    | Scott Law        | Callum Scotson         |
| 2017  | Kaden Groves           | Stephen Hall     | Jordan Kerby           |
| 2018  | Jordan Kerby           | Sam Welsford     | Kelland O'Brien        |
| 2019  | Joshua Harrison        | Kelland O'Brien  | Lucas Plapp            |
| 2020  | Jensen Plowright       | Kurt Eather      | Conor Leahy            |
| 2021  | Kurt Eather            | Jensen Plowright | Ryan Schilt            |
| 2022  | Zachary Marriage       | Oliver Bleddyn   | Rohan Haydon-Smith     |
| 2023  | Zachary Marriage       | Conor Leahy      | Blake Agnoletto        |
| 2024  | Conor Leahy            | James Moriarty   | Josh Duffy             |
| 2025  | Rohan Haydon-Smith     | Declan Trezise   | James Moriarty         |

### Élimination
| Année | Vainqueur      | Deuxième         | Troisième       |
| ----- | -------------- | ---------------- | --------------- |
| 2021  | Graeme Frislie | Jensen Plowright | Dalton Stretton |
| 2022  | Graeme Frislie | Henry Dietze     | Blake Agnoletto |
| 2025  | Kurt Eather    | Cameron Scott    | Joshua Duffy    |

### Keirin
| Année | Vainqueur          | Deuxième           | Troisième          |
| ----- | ------------------ | ------------------ | ------------------ |
| 1999  | Shane Kelly        |                    | Sean Eadie         |
| 2000  | Gary Neiwand       |                    |                    |
| 2001  | Jobie Dajka        | Sean Eadie         |                    |
| 2002  | Danny Day          | Sean Eadie         |                    |
| 2003  | Mark French        |                    |                    |
| 2004  | Ben Kersten        |                    |                    |
| 2005  | Joel Leonard       |                    |                    |
| 2006  | Ben Kersten        | Shane Perkins      | Ryan Bayley        |
| 2007  | Joel Leonard       | Shane Perkins      | Daniel Ellis       |
| 2008  | Mark French        | Shane Kelly        | Daniel Ellis       |
| 2009  | Shane Perkins      | Scott Sunderland   | Joel Leonard       |
| 2010  | Scott Sunderland   | Daniel Ellis       | Andrew Taylor      |
| 2011  | Shane Perkins      | Jason Niblett      | Andrew Taylor      |
| 2012  | Matthew Glaetzer   | Andrew Taylor      | Mitchell Bullen    |
| 2013  | Andrew Taylor      | Scott Sunderland   | Jacob Schmid       |
| 2014  | Shane Perkins      |                    |                    |
| 2015  | Jacob Schmid       | Mitchell Bullen    | Jai Angsuthasawit  |
| 2016  | Shane Perkins      | Jacob Schmid       | Thomas Clarke      |
| 2017  | Matthew Glaetzer   | Breaden Dean       | Ben Young          |
| 2018  | Matthew Glaetzer   | Patrick Constable  | Thomas Clarke      |
| 2019  | Thomas Clarke      | James Brister      | Matthew Richardson |
| 2020  | Matthew Glaetzer   | Matthew Richardson | Sam Gallagher      |
| 2021  | Matthew Richardson | Sam Gallagher      | Carlos Carismo     |
| 2022  | Matthew Glaetzer   | Leigh Hoffman      | Thomas Cornish     |
| 2023  | Matthew Richardson | Thomas Cornish     | Daniel Barber      |
| 2024  | Matthew Richardson | Matthew Glaetzer   | Byron Davies       |
| 2025  | Daniel Barber      | Leigh Hoffman      | Tayte Ryan         |

### Kilomètre
| Année | Vainqueur              | Deuxième               | Troisième              |
| ----- | ---------------------- | ---------------------- | ---------------------- |
| 1991  | Shane Kelly            |                        |                        |
| 1996  | Shane Kelly            |                        |                        |
| 2000  | Ben Kersten            |                        |                        |
| 2001  | Mark Renshaw           |                        |                        |
| 2002  | Danny Day              |                        |                        |
| 2003  | Ben Kersten            |                        |                        |
| 2004  | Shane Kelly            |                        |                        |
| 2005  | Ben Kersten            |                        |                        |
| 2006  | Ben Kersten            | Joel Leonard           | Adrian Sansonetti      |
| 2007  | Ben Kersten            | Joel Leonard           | Scott Sunderland       |
| 2008  | Joel Leonard           | Jackson-Leigh Rathbone | Steven Sansonetti      |
| 2009  | Shane Perkins          | Joel Leonard           | Scott Sunderland       |
| 2010  | Joel Leonard           | James Glasspool        | Scott Law              |
| 2011  | Jackson-Leigh Rathbone | Scott Law              | James Glasspool        |
| 2012  | James Glasspool        | Scott Law              | Jackson-Leigh Rathbone |
| 2013  | Glenn O'Shea           | Luke Davison           | Tirian McManus         |
| 2014  | Matthew Glaetzer       |                        |                        |
| 2015  | Scott Sunderland       | Scott Law              | Nicholas Yallouris     |
| 2016  | Luke Davison           | Nicholas Yallouris     | Alexander Porter       |
| 2017  | Nicholas Yallouris     | Kelland O'Brien        | Jackson Williams       |
| 2018  | Matthew Glaetzer       | Patrick Constable      | Cameron Scott          |
| 2019  | Thomas Cornish         | Godfrey Slattery       | Josh Duffy             |
| 2020  | Thomas Cornish         | Josh Duffy             | Graeme Frislie         |
| 2021  | Thomas Cornish         | Josh Duffy             | Byron Davies           |
| 2022  | Josh Duffy             | Byron Davies           | Jade Maddern           |
| 2023  | Byron Davies           | Thomas Cornish         | Josh Duffy             |
| 2024  | Byron Davies           | Josh Duffy             | Sam Gallagher          |
| 2025  | Tayte Ryan             | Finn Carpenter         | John Carter            |

### Omnium
| Année       | Vainqueur           | Deuxième         | Troisième       |
| ----------- | ------------------- | ---------------- | --------------- |
| 2007        | Ben Kersten         |                  |                 |
| 2008        | Glenn O'Shea        |                  |                 |
| 2009        | Richard Lang        |                  |                 |
| 2010        | Michael Hepburn     |                  |                 |
| 2011        | Scott Law           |                  |                 |
| 2012        | Glenn O'Shea        |                  |                 |
| 2013        | Glenn O'Shea        |                  |                 |
| 2014        | Alexander Edmondson |                  |                 |
| 2015        | Scott Law           | Sam Welsford     | Jackson Law     |
| 2017        | Sam Welsford        | Alexander Porter | Jordan Kerby    |
| 2018        | Sam Welsford        | Alexander Porter | Kelland O'Brien |
| 2020        | Conor Leahy         | Liam Walsh       | Kurt Eather     |
| 2021        | Jensen Plowright    | Liam Walsh       | Josh Duffy      |
| 2022 (mars) | Graeme Frislie      | James Moriarty   | Liam Walsh      |
| 2022 (déc.) | Kelland O'Brien     | Luke Plapp       | Graeme Frislie  |
| 2024        | Liam Walsh          | Oliver Bleddyn   | Blake Agnoletto |

### Poursuite
| Année | Vainqueur           | Deuxième           | Troisième           |
| ----- | ------------------- | ------------------ | ------------------- |
| 1958  | Warren James Scarfe |                    |                     |
| 1966  | John Perry          | Graeme Gilmore     |                     |
| 1967  | Barry Waddell       | Graeme Gilmore     |                     |
| 1973  | John Bylsma         | Robert Whetters    | Philip Sawyer       |
| 1974  | Robert Whetters     | Neville Allison    | Mal Barker          |
| 1975  | John Bylsma         | Steele Bishop      | Danny Clark         |
| 1976  | Steele Bishop       | Neville Allison    | Frank Atkins        |
| 1978  | Steele Bishop       | Rodney Johnson     | Terry Hammond       |
| 1979  | Murray Hall         | Steele Bishop      | Rodney Johnson      |
| 1980  | Steele Bishop       | Murray Hall        | Wayne Hildred       |
| 1981  | Steele Bishop       | Wayne Hildred      | Murray Hall         |
| 1982  | Steele Bishop       | Shane Sutton       | Terry Hammond       |
| 1984  | Steele Bishop       | Neil Stephens      | Murray Hall         |
| 1998  | Michael Rogers      | Timothy Lyons      | Brett Lancaster     |
| 1999  | Luke Roberts        |                    |                     |
| 2000  | Luke Roberts        |                    |                     |
| 2001  | Stephen Wooldridge  |                    |                     |
| 2002  | Peter Dawson        |                    |                     |
| 2003  | Mark Jamieson       | Robert Wilson      | Marc Ryan           |
| 2004  | Chris Pascoe        | Richard England    | Bradley Norton      |
| 2005  | Mark Jamieson       | Stephen Wooldridge | David Pell          |
| 2006  | Mark Jamieson       | Peter Dawson       | Richard England     |
| 2007  | Phillip Thuaux      | Zakkari Dempster   | Cameron Meyer       |
| 2008  | Mark Jamieson       | Leigh Howard       | Zakkari Dempster    |
| 2009  | Jack Bobridge       | Cameron Meyer      | Leigh Howard        |
| 2010  | Jack Bobridge       | Rohan Dennis       | Travis Meyer        |
| 2011  | Jack Bobridge       | Rohan Dennis       | Michael Hepburn     |
| 2012  | Michael Hepburn     | Rohan Dennis       | Mitchell Mulhern    |
| 2013  | Michael Hepburn     | Alexander Morgan   | Alexander Edmondson |
| 2014  | Alexander Edmondson |                    |                     |
| 2015  | Alexander Morgan    | Tirian McManus     | Daniel Fitter       |
| 2016  | Sam Welsford        | Michael Hepburn    | Miles Scotson       |
| 2017  | Jordan Kerby        | Cameron Meyer      | Kelland O'Brien     |
| 2018  | Jordan Kerby        | Sam Welsford       | Kelland O'Brien     |
| 2019  | Lucas Plapp         | Blake Quick        | Jarrad Drizners     |
| 2020  | Conor Leahy         | Liam Walsh         | Daniel Gandy        |
| 2021  | Conor Leahy         | James Moriarty     | Patrick Eddy        |
| 2022  | Conor Leahy         | Oliver Bleddyn     | Blake Agnoletto     |
| 2023  | Conor Leahy         | James Moriarty     | Oliver Bleddyn      |
| 2024  | Conor Leahy         | James Moriarty     | John Carter         |
| 2025  | James Moriarty      | Noah Blannin       | John Carter         |

### Poursuite par équipes
| Année  | Vainqueur                                                              | Deuxième                                                                  | Troisième                                                               |
| ------ | ---------------------------------------------------------------------- | ------------------------------------------------------------------------- | ----------------------------------------------------------------------- |
| 2005   | Nathan Clarke Matthew Goss Mark Jamieson Stephen Rossendell            |                                                                           |                                                                         |
| 2006   | Nathan Clarke Matthew Harley Goss Mark Jamieson Stephen Rossendell     | Zakkari Dempster Richard England Sean Finning Michael Ford                | Kyle Bateson Ashley Hutchinson Grant Irwyn Miles Olman                  |
| 2007   | Zakkari Dempster Richard England Sean Finning Michael Ford             | Matthew Pettit Robert Lyte Jackson-Leigh Rathbone Phillip Thuaux          | Peter Dawson Benjamin King Cameron Meyer Douglas Repacholi              |
| 2008   | Sean Finning Leigh Howard James Langedyk Glenn O'Shea                  | Richard Lang Robert Lyte Jackson-Leigh Rathbone Dale Scarfe               | Ben Grenda Mark Jamieson Peter Loft Cameron Wurf                        |
| 2009   | Luke Durbridge Michael Freiberg Cameron Meyer Travis Meyer             | Leigh Howard James Langedyk Sean Finning Glenn O'Shea                     | Dale Parker Jack Bobridge Sean Boyle Rohan Dennis                       |
| 2010   | Dale Parker Jack Bobridge Rohan Dennis James Glasspool                 |                                                                           |                                                                         |
| 2011   | Alexander Edmondson Damien Howson Rohan Dennis Glenn O'Shea            |                                                                           |                                                                         |
| 2012   | Alexander Edmondson Jack Bobridge Rohan Dennis Glenn O'Shea            |                                                                           |                                                                         |
| 2013   | Alexander Edmondson Luke Davison Glenn O'Shea Miles Scotson            |                                                                           |                                                                         |
| 2014   | Alexander Edmondson Jack Bobridge Luke Davison Glenn O'Shea            |                                                                           |                                                                         |
| 2015   | Alexander Edmondson Alexander Porter Callum Scotson Miles Scotson      | Mitchell Mulhern Jack Bobridge Luke Davison Glenn O'Shea Scott Sunderland | Benjamin Harvey Jackson Law Scott Law Tirian McManus Nicholas Yallouris |
| 2016   | Alexander Edmondson Alexander Porter Callum Scotson Miles Scotson      | Luke Davison Joshua Harrison Glenn O'Shea Rohan Wight                     | Benjamin Harvey Jackson Law Reece Robinson Nicholas Yallouris           |
| 2017   | Stephen Hall Sam Welsford Cameron Meyer Michael Freiberg               | Cooper Sayers Alexander Porter Joshua Harrison Rohan Wight                | Benjamin Harvey Harrison Carter Jordan Louis Nicholas Yallouris         |
| 2018-1 | Kelland O'Brien Leigh Howard Godfrey Slattery Riley Hart               | Alexander Porter Rohan Wight Braden O'Shea                                | Kaden Groves Ryan Cavanagh Daniel Fitter Jake Van Der Vliet             |
| 2018-2 | Kelland O'Brien Lucas Plapp Godfrey Slattery Leigh Howard              | Alexander Porter Jarrad Drizners Cooper Sayers Joshua Harrison            | Sam Welsford Tyler Lindorff Stephen Hall Conor Leahy                    |
| 2021   | Henry Dietze Patrick Eddy Jensen Plowright Graeme Frislie Bill Simpson | James Moriarty Haddon Kilmartin Liam Walsh Declan Trezise                 | Kurt Eather Daniel Gandy Ben Harvey Rohan Haydon-Smith                  |
| 2022   | Henry Dietze Blake Agnoletto Graeme Frislie Jordan Villani             | James Moriarty Kane Richards Liam Walsh Declan Trezise                    | John Carter Stephen Hall Conor Leahy Jack Lightfoot                     |
| 2023   | Leo Zimmermann Wil Holmes Oliver Bleddyn Angus Miller                  | Kye Bonser John Carter Conor Leahy Jack Dohler                            | Graeme Frislie Tarun Cook Blake Agnoletto Dylan Proctor-Parker          |
| 2024   | John Carter Jack Dohler Stephen Hall Conor Leahy                       | Rohan Haydon-Smith James Moriarty Tyler Tomkinson Liam Walsh              |                                                                         |

### Scratch
| Année | Vainqueur           | Deuxième               | Troisième                 |
| ----- | ------------------- | ---------------------- | ------------------------- |
| 2000  | Brett Aitken        |                        |                           |
| 2001  | Mark Renshaw        |                        |                           |
| 2002  | Mark Renshaw        |                        |                           |
| 2003  | W. Cosgrove         |                        |                           |
| 2004  | Shaun Hopkins       |                        |                           |
| 2005  | Chris Pascoe        |                        |                           |
| 2006  | Grant Irwyn         | Michael Ford           | Nathan Clarke             |
| 2007  | Zakkari Dempster    | James Carney           | Cameron Meyer             |
| 2008  | Leigh Howard        | Jackson-Leigh Rathbone | Travis Meyer              |
| 2009  | Glenn O'Shea        | Jack Bobridge          | Richard Lang Leigh Howard |
| 2010  | Scott Law           | Michael Freiberg       | Peter Loft                |
| 2011  | Scott Law           | Stephen Hall           | Glenn O'Shea              |
| 2012  | Jack Bobridge       | Sean Finning           | Edward Bissaker           |
| 2013  | Luke Davison        | Caleb Ewan             | Stephen Hall              |
| 2014  | Scott Law           |                        |                           |
| 2015  | Scott Law           | Sam Welsford           | Nicholas Yallouris        |
| 2016  | Alexander Edmondson | Rohan Wight            | Scott Law                 |
| 2017  | Sam Welsford        | Kelland O'Brien        | Jordan Kerby              |
| 2018  | Joshua Harrison     | Stephen Hall           | Rohan Wight               |
| 2019  | Kelland O'Brien     | Benjamin Harvey        | Joshua Harrison           |
| 2020  | Josh Duffy          | Graeme Frislie         | Jensen Plowright          |
| 2021  | Graeme Frislie      | Oliver Bleddyn         | Josh Duffy                |
| 2022  | Josh Duffy          | Graeme Frislie         | Liam Walsh                |
| 2023  | John Carter         | Declan Trezise         | Rohan Haydon-Smith        |
| 2024  | Liam Walsh          | Stephen Hall           | Josh Duffy                |
| 2025  | John Carter         | Rohan Haydon-Smith     | Kurt Eather               |

### Vitesse
| Année | Vainqueur              | Deuxième           | Troisième         |
| ----- | ---------------------- | ------------------ | ----------------- |
| 1909  | Alfred Goullet         |                    |                   |
| 1913  | Alfred Goullet         |                    |                   |
| 1929  | Jack Fitzgerald        |                    |                   |
| 1937  | Jack Fitzgerald        |                    |                   |
| 1963  | Sid Patterson          | Graeme Gilmore     |                   |
| 1966  | Jim Cross              | Graeme Gilmore     |                   |
| 1975  | John-Michael Nicholson |                    |                   |
| 1976  | John-Michael Nicholson |                    |                   |
| 1995  |                        | Sean Eadie         |                   |
| 1996  |                        |                    | Sean Eadie        |
| 1997  |                        | Sean Eadie         |                   |
| 1998  |                        |                    |                   |
| 1999  |                        |                    | Sean Eadie        |
| 2000  | Sean Eadie             |                    |                   |
| 2001  | Jobie Dajka            |                    | Sean Eadie        |
| 2002  | Sean Eadie             |                    |                   |
| 2003  | Ryan Bayley            |                    |                   |
| 2004  | Sean Eadie             | Ben Kersten        | Damien Keirl      |
| 2005  | Jobie Dajka            | Shane Kelly        | Sean Dwight       |
| 2006  | Ben Kersten            | Ryan Bayley        | Kial Stewart      |
| 2007  | Ryan Bayley            | Mark French        | Shane Perkins     |
| 2008  | Mark French            | Ryan Bayley        | Shane Perkins     |
| 2009  | Shane Perkins          | Daniel Ellis       | Alex Bird         |
| 2010  | Daniel Ellis           | Scott Sunderland   | Alex Bird         |
| 2011  | Shane Perkins          | Scott Sunderland   | Matthew Glaetzer  |
| 2012  | Alex Bird              | Shane Perkins      | Matthew Glaetzer  |
| 2013  | Mitchell Bullen        | Matthew Glaetzer   | Peter Lewis       |
| 2014  | Matthew Glaetzer       |                    |                   |
| 2015  | Matthew Glaetzer       | Peter Lewis        | Patrick Constable |
| 2016  | Matthew Glaetzer       | Jacob Schmid       | Shane Perkins     |
| 2017  | Patrick Constable      | Jacob Schmid       | Nathan Hart       |
| 2018  | Matthew Glaetzer       | Jacob Schmid       | Thomas Clarke     |
| 2019  | Nathan Hart            | James Brister      | Patrick Constable |
| 2020  | Matthew Richardson     | Nathan Hart        | James Brister     |
| 2021  | Matthew Richardson     | Thomas Cornish     | Leigh Hoffman     |
| 2022  | Matthew Glaetzer       | Matthew Richardson | Thomas Cornish    |
| 2023  | Matthew Richardson     | Thomas Cornish     | James Brister     |
| 2024  | Matthew Richardson     | Leigh Hoffman      | Thomas Cornish    |
| 2025  | Leigh Hoffman          | Tayte Ryan         | Ryan Elliott      |

### Vitesse par équipes
| Année  | Vainqueur                                                     | Deuxième                                             | Troisième                                               |
| ------ | ------------------------------------------------------------- | ---------------------------------------------------- | ------------------------------------------------------- |
| 2005   | Jason Niblett Shane Kelly Joel Leonard                        |                                                      |                                                         |
| 2006   | William Draffen Grant Irwyn Benjamin Simonelli                | Sean Dwight Shaun Hopkins Ben Kersten                | Richard England Joel Leonard Shane Perkins              |
| 2007   | Mark French Joel Leonard Shane Perkins                        | Ben Kersten Michael Lewis Andrew Taylor              | Ryan Bayley Peter Dawson Scott Sunderland               |
| 2008   | Mark French Shane Kelly Shane Perkins                         | Ryan Bayley Jason Holloway Scott Sunderland          | Alex Bird Daniel Ellis Gary Ryan                        |
| 2009   | Joel Leonard Jason Niblett Shane Perkins                      | Alex Bird Daniel Ellis Thomas Palmer                 | Paul Fellows Peter Lewis Andrew Taylor                  |
| 2010   | Daniel Ellis Alex Bird Gary Ryan                              | Andrew Taylor Paul Fellows Peter Lewis               | David Millar James Glasspool Mark Glowacki              |
| 2011   | Matthew Glaetzer Nathan Corrigan-Martella James Glasspool     | Andrew Taylor Mitchell Bullen Peter Lewis            | Daniel Ellis Alex Bird Gary Ryan                        |
| 2012   | Matthew Glaetzer Nathan Corrigan-Martella James Glasspool     | Andrew Taylor Mitchell Bullen Peter Lewis            | Jaron Gardiner Jason Niblett Shane Perkins              |
| 2014   | Mitchell Bullen Jamie Green Andrew Taylor                     |                                                      |                                                         |
| 2015   | Mitchell Bullen Jamie Green Peter Lewis                       | Jai Angsuthasawit Patrick Constable Matthew Glaetzer | Braeden Dean Emerson Harwood Shane Perkins Jacob Schmid |
| 2016   | Jai Angsuthasawit Patrick Constable Matthew Glaetzer          | Jamie Green Jacob Waller Peter Lewis                 | Shane Perkins Jacob Schmid David Koroknai               |
| 2017   | Ben Scholl Patrick Constable Matthew Glaetzer                 | Breaden Dean Jacob Schmid Conor Rowley               |                                                         |
| 2018-1 | Matthew Glaetzer Thomas Clarke Patrick Constable              | Luke Zaccaria Matthew Richardson Sam Welsford        | Jacob Schmid Braeden Dean Conor Rowley                  |
| 2018-2 | Tylah Meunier Jacob Schmid Conor Rowley                       | Nathan Hart Jamie Green                              | Patrick Constable Thomas Clarke James Brister           |
| 2021   | Charles Hofman Thomas Cornish John Trovas                     | Leigh Hoffman Carlos Carismo Matthew Glaetzer        | Kye Bonser Matthew Richardson Luke Zaccaria             |
| 2022   | Leigh Hoffman Matthew Glaetzer James Brister Carlos Carisimo  | Daniel Barber Thomas Cornish John Trovas             | Sam Gallagher Jade Maddern Ned Pollard                  |
| 2023   | Leigh Hoffman Maxwell Liebeknecht James Brister Dylan Stanton | Nathan Graves Ryan Elliott Byron Davies              | John Trovas Daniel Barber Thomas Cornish                |
| 2024   | Leigh Hoffman Maxwell Liebeknecht Matthew Glaetzer            | John Trovas Daniel Barber Thomas Cornish             | Brycen Fletcher Ryan Elliott Byron Davies               |

## Palmarès féminin

### 500 mètres
| Année | Vainqueur          | Deuxième           | Troisième           |
| ----- | ------------------ | ------------------ | ------------------- |
| 2000  | Lyndelle Higginson |                    |                     |
| 2001  | Kerrie Meares      |                    |                     |
| 2002  | Kerrie Meares      |                    |                     |
| 2003  | Anna Meares        |                    |                     |
| 2004  | Anna Meares        | Rosealee Hubbard   | Kristine Bayley     |
| 2005  | Anna Meares        |                    | Kristine Bayley     |
| 2006  | Kristine Bayley    | Kerrie Meares      | Chloe MacPherson    |
| 2007  | Anna Meares        | Kristine Bayley    | Kaarle McCulloch    |
| 2008  | Kaarle McCulloch   | Kerrie Meares      | Josephine Butler    |
| 2009  | Anna Meares        | Kaarle McCulloch   | Emily Rosemond      |
| 2010  | Kaarle McCulloch   |                    |                     |
| 2011  | Kaarle McCulloch   |                    |                     |
| 2012  | Kaarle McCulloch   |                    |                     |
| 2013  | Kaarle McCulloch   |                    |                     |
| 2014  | Anna Meares        | Caitlin Ward       |                     |
| 2015  | Rikki Belder       | Breanna Hargrave   | Catherine Culvenor  |
| 2016  | Caitlin Ward       | Catherine Culvenor | Madison Janssen     |
| 2017  | Breanna Hargrave   | Rikki Belder       | Tahlay Christie     |
| 2018  | Kaarle McCulloch   | Stephanie Morton   | Breanna Hargrave    |
| 2019  | Kaarle McCulloch   | Caitlin Ward       | Lara Tucker         |
| 2020  | Kristina Clonan    | Breanna Hargrave   | Jacqui Mengler-Mohr |
| 2021  | Kristina Clonan    | Breanna Hargrave   | Caitlin Ward        |
| 2022  | Kristina Clonan    | Breanna Hargrave   | Alessia McCaig      |
| 2023  | Alessia McCaig     | Breanna Hargrave   | Molly McGill        |
| 2024  | Alessia McCaig     | Kristina Perkins   | Disqualifié         |

### Américaine
| Année       | Vainqueur                           | Deuxième                             | Troisième                              |
| ----------- | ----------------------------------- | ------------------------------------ | -------------------------------------- |
| 2016        | Alexandra Manly Danielle McKinnirey | Ashlee Ankudinoff Josie Talbot       | Georgia Baker Amy Cure                 |
| 2017        | Kristina Clonan Macey Stewart       | Annette Edmondson Alexandra Manly    | Ashlee Ankudinoff Josie Talbot         |
| 2018        | Kristina Clonan Maeve Plouffe       | Macey Stewart Josie Talbot           | Lauren Robards Ruby Roseman-Gannon     |
| 2019        | Ashlee Ankudinoff Georgia Baker     | Alexandra Manly Maeve Plouffe        | Macey Stewart Kristina Clonan          |
| 2021        | Ashlee Ankudinoff Alexandra Manly   | Georgia Baker Annette Edmondson      | Alexandra Martin-Wallace Maeve Plouffe |
| 2022 (mars) | Maeve Plouffe Alyssa Polites        | Chloe Moran Alexandra Martin-Wallace | Sophie Edwards Amber Pate              |
| 2022 (déc.) | Georgia Baker Alexandra Manly       | Chloe Moran Lauren Perry             | Alli Anderson Alyssa Polites           |
| 2024        | Keira Will Keely Bennett            | Maeve Plouffe Isla Carr              | Sophie Edwards Nicole Duncan           |

### Course aux points
| Année | Vainqueur         | Deuxième                 | Troisième         |
| ----- | ----------------- | ------------------------ | ----------------- |
| 2000  | Karen Barrow      |                          |                   |
| 2001  | Katherine Bates   |                          |                   |
| 2002  | Rochelle Gilmore  |                          |                   |
| 2003  | Rochelle Gilmore  |                          |                   |
| 2004  | Alexis Rhodes     |                          |                   |
| 2005  | Katherine Bates   |                          |                   |
| 2006  | Katherine Bates   | Amanda Spratt            | Alexis Rhodes     |
| 2007  | Belinda Goss      | Tess Downing             | Amanda Spratt     |
| 2008  | Belinda Goss      | Tess Downing             | Josephine Tomic   |
| 2009  | Belinda Goss      | Skye-Lee Armstrong       | Tess Downing      |
| 2010  | Belinda Goss      |                          |                   |
| 2011  | Josephine Tomic   |                          |                   |
| 2012  | Annette Edmondson |                          |                   |
| 2013  | Annette Edmondson |                          |                   |
| 2014  | Annette Edmondson |                          |                   |
| 2015  | Melissa Hoskins   | Amy Cure                 | Alexandra Manly   |
| 2016  | Annette Edmondson | Isabella King            | Alexandra Manly   |
| 2017  | Amy Cure          | Alexandra Manly          | Kristina Clonan   |
| 2018  | Amy Cure          | Kristina Clonan          | Ashlee Ankudinoff |
| 2019  | Ashlee Ankudinoff | Amy Cure                 | Kristina Clonan   |
| 2020  | Emily Watts       | Josie Talbot             | Amber Pate        |
| 2021  | Chloe Moran       | Amber Pate               | Samantha De Riter |
| 2022  | Chloe Moran       | Alexandra Martin-Wallace | Amber Pate        |
| 2023  | Chloe Moran       | Isabelle Carnes          | Sophie Marr       |
| 2024  | Chloe Moran       | Keira Will               | CLaudia Marcks    |
| 2025  | Lauren Bates      | Nicole Duncan            | Keira Will        |

### Élimination
| Année | Vainqueur      | Deuxième        | Troisième     |
| ----- | -------------- | --------------- | ------------- |
| 2021  | Georgia Baker  | Alexandra Manly | Maeve Plouffe |
| 2025  | Alyssa Polites | Alli Anderson   | Nicole Duncan |

### Keirin
| Année | Vainqueur        | Deuxième         | Troisième           |
| ----- | ---------------- | ---------------- | ------------------- |
| 2002  | Rosealee Hubbard |                  |                     |
| 2003  | Anna Meares      |                  |                     |
| 2004  | Rosealee Hubbard |                  |                     |
| 2005  | Anna Meares      | Kristine Bayley  |                     |
| 2006  | Kerrie Meares    | Anna Meares      | Kristine Bayley     |
| 2007  | Anna Meares      | Erica Allar      | Kristine Bayley     |
| 2008  | Kaarle McCulloch | Emily Rosemond   | Cassandra Kell      |
| 2009  | Kerrie Meares    | Emily Rosemond   | Anna Meares         |
| 2010  | Kaarle McCulloch |                  |                     |
| 2011  | Anna Meares      |                  |                     |
| 2012  | Anna Meares      |                  |                     |
| 2013  | Stephanie Morton |                  |                     |
| 2014  | Stephanie Morton | Caitlin Ward     |                     |
| 2015  | Stephanie Morton | Anna Meares      | Caitlin Ward        |
| 2016  | Anna Meares      | Stephanie Morton | Rikki Belder        |
| 2017  | Kaarle McCulloch | Madison Janssen  | Courtney Field      |
| 2018  | Stephanie Morton | Kaarle McCulloch | Rikki Belder        |
| 2019  | Caitlin Ward     | Madison Janssen  | Breanna Hargrave    |
| 2020  | Kristina Clonan  | Breanna Hargrave | Felice Beitzel      |
| 2021  | Kristina Clonan  | Felice Beitzel   | Breanna Hargrave    |
| 2022  | Kristina Clonan  | Alessia McCaig   | Jacqui Mengler-Mohr |
| 2023  | Alessia McCaig   | Selina Ho        | Breanna Hargrave    |
| 2024  | Alessia McCaig   | Kristina Clonan  | Selina Ho           |
| 2025  | Alessia McCaig   | Deneaka Blinco   | Kristine Perkins    |

### Omnium
| Année       | Vainqueur                | Deuxième          | Troisième          |
| ----------- | ------------------------ | ----------------- | ------------------ |
| 2009        | Josephine Tomic          |                   |                    |
| 2010        | Ashlee Ankudinoff        |                   |                    |
| 2011        | Annette Edmondson        | Melissa Hoskins   | Isabella King      |
| 2012        | Ashlee Ankudinoff        |                   |                    |
| 2013        | Annette Edmondson        | Isabella King     | Ashlee Ankudinoff  |
| 2015        | Danielle McKinnirey      | Elissa Wundersitz | Quinn Cramer       |
| 2016        | Danielle McKinnirey      | Elissa Wundersitz | Quinn Cramer       |
| 2017        | Ashlee Ankudinoff        | Alexandra Manly   | Josie Talbot       |
| 2018        | Macey Stewart            | Josie Talbot      | Maeve Plouffe      |
| 2020        | Alexandra Martin-Wallace | Lucie Fitys       | Georgia Whitehouse |
| 2021        | Sophie Edwards           | Emily Watts       | Lauren Perry       |
| 2022 (mars) | Chloe Moran              | Sophie Edwards    | Nicola Macdonald   |
| 2022 (déc)  | Georgia Baker            | Alexandra Manly   | Lauren Perry       |
| 2024        | Keira Will               | Sophie Edwards    | Isla Carr          |

### Poursuite
| Année | Vainqueur                 | Deuxième          | Troisième           |
| ----- | ------------------------- | ----------------- | ------------------- |
| 2000  | Kathy Watt                |                   |                     |
| 2001  | Katherine Bates           |                   |                     |
| 2002  | Amy Safe                  | Natalie Bates     |                     |
| 2003  | Katie Mactier             |                   |                     |
| 2004  | Katie Mactier             |                   |                     |
| 2005  | Katherine Bates           | Sara Carrigan     | Alexis Rhodes       |
| 2006  | Katie Mactier             | Katherine Bates   | Alexis Rhodes       |
| 2007  | Katie Mactier             | Amanda Spratt     | Monique Hanley      |
| 2008  | Josephine Tomic           | Tess Downing      | Vicki Whitelaw      |
| 2009  | Josephine Tomic           | Sarah Kent        | Tess Downing        |
| 2010  | Sarah Kent                | Ashlee Ankudinoff | Josephine Tomic     |
| 2011  | Josephine Tomic           |                   |                     |
| 2012  | Annette Edmondson         |                   |                     |
| 2013  | Annette Edmondson         |                   |                     |
| 2014  | Amy Cure                  | Annette Edmondson | Melissa Hoskins     |
| 2015  | Amy Cure                  | Rebecca Wiasak    | Ashlee Ankudinoff   |
| 2016  | Ashlee Ankudinoff         | Amy Cure          | Rebecca Wiasak      |
| 2017  | Rebecca Wiasak            | Amy Cure          | Ashlee Ankudinoff   |
| 2018  | Ashlee Ankudinoff         | Amy Cure          | Georgia Baker       |
| 2019  | Maeve Plouffe             | Sam Deriter       | Ruby Roseman-Gannon |
| 2020  | Georgia Whitehouse        | Amber Pate        | Lauren Perry        |
| 2021  | Samantha De Riter         | Lauren Perry      | Amber Pate          |
| 2022  | Maeve Plouffe             | Amber Pate        | Alyssa Polites      |
| 2023  | Sophie Edwards            | Claudia Marcks    | Eiland Car          |
| 2024  | Felicity Wilson-Haffenden | Claudia Marcks    | Keira Will          |
| 2025  | Alyssa Polites            | Claudia Marcks    | Nicole Duncan       |

### Poursuite par équipes
| Année  | Vainqueur                                                        | Deuxième                                                               | Troisième                                                       |
| ------ | ---------------------------------------------------------------- | ---------------------------------------------------------------------- | --------------------------------------------------------------- |
| 2007   | Skye-Lee Armstrong Toireasa Gallagher Amanda Spratt              |                                                                        |                                                                 |
| 2008   | Melissa Hoskins Sarah Kent Josephine Tomic                       | Ashlee Ankudinoff Megan Dunn Lauren Kitchen                            | Tess Downing Kendelle Hodges Helen Kelly                        |
| 2009   | Melissa Hoskins Sarah Kent Josephine Tomic                       | Helen Kelly Chloe McConville Nicole Whitburn                           | Amy Cure Sarah Cure Harriet Kossmann                            |
| 2010   | Melissa Hoskins Sarah Kent Josephine Tomic                       |                                                                        |                                                                 |
| 2011   | Melissa Hoskins Isabella King Josephine Tomic                    |                                                                        |                                                                 |
| 2014   | Georgia Baker Amy Cure Lauren Perry Macey Stewart                | Melissa Hoskins Isabella King Elissa Wundersitz Tian Beckett           |                                                                 |
| 2015   | Georgia Baker Amy Cure Lauren Perry Macey Stewart                | Annette Edmondson Alexandra Manly Danielle McKinnirey Chloe Moran      | Allison Rice Kimberley Wells Rebecca Wiasak Amelia Crane        |
| 2017   | Breanna Hargrave Alexandra Manly Danielle McKinnirey Chloe Moran | Jemma Eastwood Alice Culling Samantha De Riter Ruby Roseman-Gannon     | Hannah Osborn Maeve Plouffe Brooklyn Vonderwall Sophie Edwards  |
| 2018-1 | Breanna Hargrave Alexandra Manly Annette Edmondson Maeve Plouffe | Kristina Clonan Katrin Garfoot Alexandra Martin-Wallace Laurelea Moss  | Ashlee Ankudinoff Josie Talbot Chloe Heffernan Nicola Macdonald |
| 2018-2 | Kristina Clonan Lauren Robards Liliana Mclennan Francesca Sewell | Maeve Plouffe Breanna Hargrave Katarina Chung-Orr Ella Sibley          | Josie Talbot Chloe Heffernan Nicola Mcdonald Emily Watts        |
| 2021   | Chloe Moran Sophie Edwards Breanna Hargrave Katarina Chung-Orr   | Liliana Mclennan Alexandra Martin-Wallace Maddison Taylor Hayley Jones |                                                                 |
| 2022   | Maeve Plouffe Amber Pate Chloe Moran Alli Anderson               | Hayley Jones Maddison Taylor Danielle De Francesco Claire Battle       |                                                                 |
| 2023   | Nicola MacDonald Ella Sibley Chloe Moran Alli Anderson           |                                                                        |                                                                 |
| 2024   | Summer Nordmeyer Sophie Edwards Chloe Moran Alli Anderson        |                                                                        |                                                                 |

### Scratch
| Année | Vainqueur                | Deuxième         | Troisième                |
| ----- | ------------------------ | ---------------- | ------------------------ |
| 2000  | Lyndelle Higginson       |                  |                          |
| 2001  | Katherine Bates          |                  |                          |
| 2002  | Rochelle Gilmore         |                  |                          |
| 2003  | Rochelle Gilmore         |                  |                          |
| 2004  | Rochelle Gilmore         |                  |                          |
| 2005  | Katherine Bates          |                  |                          |
| 2006  | Katherine Bates          | Jessica Berry    | Belinda Goss             |
| 2007  | Skye-Lee Armstrong       | Tess Downing     | Rochelle Gilmore         |
| 2008  | Laura McCaughey          | Jessie MacLean   | Toireasa Gallagher       |
| 2009  | Skye-Lee Armstrong       | Belinda Goss     | Elizabeth Georgouras     |
| 2010  | Belinda Goss             |                  |                          |
| 2011  | Annette Edmondson        |                  |                          |
| 2012  | Isabella King            |                  |                          |
| 2013  | Annette Edmondson        |                  |                          |
| 2014  | Annette Edmondson        | Beth Duryea      | Isabella King            |
| 2015  | Lauren Perry             | Sheridan Spark   | Quinn Cramer             |
| 2016  | Annette Edmondson        | Georgia Baker    | Ashlee Ankudinoff        |
| 2017  | Amy Cure                 | Kristina Clonan  | Georgia Baker            |
| 2018  | Amy Cure                 | Georgia Baker    | Kristina Clonan          |
| 2019  | Amy Cure                 | Georgia Baker    | Ashlee Ankudinoff        |
| 2020  | Lauren Perry             | Breanna Hargrave | Alexandra Martin-Wallace |
| 2021  | Alexandra Martin-Wallace | Chloe Moran      | Breanna Hargrave         |
| 2022  | Alexandra Martin-Wallace | Alyssa Polites   | Chloe Moran              |
| 2023  | Chloe Moran              | Nicola MacDonald | Alexandra Martin-Wallace |
| 2024  | Alli Anderson            | Chloe Moran      | Isla Carr                |
| 2025  | Keira Will               | Odette Lynch     | Alli Anderson            |

### Vitesse
| Année | Vainqueur          | Deuxième         | Troisième           |
| ----- | ------------------ | ---------------- | ------------------- |
| 1995  | Lucy Tyler-Sharman |                  |                     |
| 1997  | Michelle Ferris    |                  |                     |
| 1999  | Lyndelle Higginson |                  |                     |
| 2000  | Michelle Ferris    |                  |                     |
| 2001  | Kerrie Meares      |                  |                     |
| 2002  | Kerrie Meares      |                  |                     |
| 2003  | Kerrie Meares      |                  |                     |
| 2004  | Anna Meares        |                  |                     |
| 2005  | Anna Meares        |                  |                     |
| 2006  | Anna Meares        | Kerrie Meares    | Kristine Bayley     |
| 2007  | Kerrie Meares      | Anna Meares      | Kristine Bayley     |
| 2008  | Kaarle McCulloch   | Kerrie Meares    | Emily Rosemond      |
| 2009  | Anna Meares        | Kaarle McCulloch | Kerrie Meares       |
| 2010  | Kaarle McCulloch   |                  |                     |
| 2011  | Anna Meares        |                  |                     |
| 2012  | Anna Meares        |                  |                     |
| 2013  | Stephanie Morton   |                  |                     |
| 2014  | Anna Meares        |                  | Caitlin Ward        |
| 2015  | Anna Meares        | Kaarle McCulloch | Stephanie Morton    |
| 2016  | Anna Meares        | Stephanie Morton | Kaarle McCulloch    |
| 2017  | Stephanie Morton   | Courtney Field   | Kaarle McCulloch    |
| 2018  | Stephanie Morton   | Caitlin Ward     | Kaarle McCulloch    |
| 2019  | Caitlin Ward       | Kaarle McCulloch | Madison Janssen     |
| 2020  | Kristina Clonan    | Breanna Hargrave | Selina Ho           |
| 2021  | Kristina Clonan    | Breanna Hargrave | Kaarle McCulloch    |
| 2022  | Kristina Clonan    | Breanna Hargrave | Alessia McCaig      |
| 2023  | Kristina Clonan    | Alessia McCaig   | Breanna Hargrave    |
| 2024  | Alessia McCaig     | Sophie Watts     | Jacqui Mengler-Mohr |
| 2025  | Alessia McCaig     | Sophie Watts     | Deneaka Blinco      |

### Vitesse par équipes
| Année  | Vainqueur                                                       | Deuxième                                             | Troisième                                     |
| ------ | --------------------------------------------------------------- | ---------------------------------------------------- | --------------------------------------------- |
| 2006   | Kerrie Meares Chloë McPherson                                   |                                                      |                                               |
| 2007   | Kerrie Meares Anna Meares                                       |                                                      |                                               |
| 2008   | Kerrie Meares Emily Rosemond                                    | Cassandra Kell Kaarle McCulloch                      | Annette Edmondson Stephanie Morton            |
| 2009   | Kerrie Meares Emily Rosemond                                    | Rebecca Stevenson Anna Meares                        | Teegan Morton Holly Williams                  |
| 2010   | Madison Law Kaarle McCulloch                                    |                                                      |                                               |
| 2011   | Cassandra Kell Kaarle McCulloch                                 |                                                      |                                               |
| 2013   | Rikki Belder Stephanie Morton                                   |                                                      |                                               |
| 2014   | Rikki Belder Stephanie Morton                                   |                                                      |                                               |
| 2015   | Rikki Belder Anna Meares Stephanie Morton                       | Caitlin Ward Courtney Field                          | Rebecca Stevenson Tahlay Christie             |
| 2016   | Stephanie Morton Anna Meares                                    | Rikki Belder Breanna Hargrave                        | Caitlin Ward Courtney Field                   |
| 2017   | Stephanie Morton Rikki Belder                                   | Kaarle McCulloch Sophie Knox                         | Tahlay Christie Rihana Pezaj                  |
| 2018-1 | Stephanie Morton Rikki Belder                                   | Kaarle McCulloch Selina Ho                           | Caitlin Ward Madison Janssen                  |
| 2018-2 | Kaarle McCulloch Selina Ho                                      | Madison Janssen Caitlin Ward                         | Breanna Hargrave Brooklyn Vonderwall          |
| 2021   | Caitlin Ward Hayley Jenkins Alessia McCaig                      | Kristina Clonan Jacqui Mengler-Mohr Liliana Mclennan | Breanna Hargrave Ella Sibley Lara Tucker      |
| 2022   | Kristina Clonan Molly McGill Deneaka Blinco Jacqui Mengler-Mohr | Eliza Bennett Selina Ho Kalinda Robinson             | Alessia McCaig Alyssa Polites Caitlin Ward    |
| 2023   | Molly McGill Kristina Clonan Jacqui Mengler-Mohr                | Tomasin Clark Kalinda Robinson Eliza Bennett         | Ella Sibley Breanna Hargrave Chloe Moran      |
| 2024   | Selina Ho Tomasin Clark Kalinda Robinson                        | Emma Stevens Sophie Watts Jacqui Mengler-Mohr        | Jacqueline Nock Kristine Perkins Sally Carter |

## Sources
1. 1 2 3  Tomasin Clark perd ses résultats en raison d'une suspension pour dopage (AUSSIE GOLD MEDALIST BANNED FOR OSTARINE, LIGANDROL DOPING)

- (en) Site officiel
- Siteducyclisme.net
- Palmarès masculin sur cyclebase.nl
- Palmarès féminin sur cyclebase.nl